# 伊莎贝尔·阿佳妮
伊莎貝·雅絲敏娜·艾珍妮（法語：Isabelle Yasmina Adjani，1955年6月27日—），生于法国巴黎，法国电影女演员与歌手。
迄今为止，艾珍妮保持着凯撒奖最佳女主角获奖的最多次纪录（共5次），分别是：《著魔》（1981年）、《一个死气沉沉的夏天》（1983年）、《卡米耶·克洛岱爾》（1988年）、《瑪歌皇后》（1994年）和《裙角飞扬的日子》（2009年）。此外，艾珍妮於1981年获得坎城影后，後於1989年获得柏林影后，并且两次獲得提名奥斯卡最佳女主角。

## 早年生活
伊莎贝尔·雅斯密·阿佳妮生于法国上塞纳省热纳维利埃地区，父亲谢里夫·穆罕默德·阿佳尼是来自阿尔及利亚君士坦丁的移民。
1985年的一篇专访里，阿佳妮解释了为什么她的母亲奥古斯塔过去常常说自己的丈夫穆罕默德·切瑞夫·阿佳妮是阿爾及利亞的土耳其人穆斯林，因为她的母亲认为阿尔及利亚的出身令她蒙羞。亦曾要求丈夫将中间名谢里夫取代默罕默德，因为听上去会更像一个美国人的名字。穆罕默德·谢里夫·阿佳妮在二战期间曾是法军军人。她的母亲奥古斯塔·阿佳妮，又被唤作“斯蒂”，则是德国人，是來自巴伐利亞的天主教徒。
由于阿佳妮生长在一个双语家庭的缘故，她的德语和法语都极为流利。
在学校朗诵比赛获胜之后，十二岁的阿佳妮开始在Amateur剧院登台表演。

## 职业生涯
在十四岁时，阿佳妮出演了电影处女作《Le Petit bougnat》（1970年）。
阿佳妮在话剧舞台上凭借莫里哀《学院派女生》中的女主角之一获得一些瞩目，但很快她离开了1972年加入的法兰西喜剧学院去追求电影生涯。在一些小角色中积累了经验之后，1974年的《耳光》为她带来了事业的曙光。次年她在特吕弗导演的《情泪种情花》中扮演了自己的第一个电影主角，评论界对她的演技给予了高度评价，美国著名影评人宝琳·凯尔更是盛赞她具备惊人的表演天赋。这部在拍摄时阿佳妮刚刚十九岁的影片为她带来了意想不到的收获：奥斯卡金像奖最佳女主角提名和纷至沓来的好莱坞合作邀约，如沃尔特·希尔执导的1978年犯罪惊悚片《虎口拔牙》。之后她还演出了德国导演维尔纳·赫尔佐格的1979年重拍版《诺斯费拉图：夜晚的幽灵》。
1981年阿佳妮凭借改编自简·里斯同名小说改编影片《四重奏》（由墨臣艾禾里制片出品）和惊悚片《著魔》中的表演被授予坎城影展最佳女演员奖。次年她以后者摘得首个凯撒奖影后桂冠。阿佳妮的第二个凯撒奖最佳女主角奖是于1983年在影片《一个死气沉沉的夏天》中对一个复仇女性的诠释。同年阿佳妮发行了法语流行音乐唱片《Pull marine》，由著名音乐人赛日·甘斯布填词并制作。专辑同名主打歌的音乐录影带由吕克·贝松导演。
作为制片人，1988年阿佳妮联合出品并主演的传记片《卡米耶·克洛岱尔》。该片令她获得了第三个凯撒奖影后与第二个奥斯卡影后提名，该片还被提名为当年的奥斯卡最佳外语片奖。阿佳妮职业生涯的第四个凯撒奖最佳女主角在1994年凭借《瑪歌皇后》，该片由Patrice Chéreau执导。

## 个人生活
1979年与摄影师布鲁诺·努坦生有一子Barnabe Nuytten。
阿佳妮1989年至1995年与丹尼尔·戴-刘易斯后交往。路易斯在她怀孕时与阿佳妮分手，儿子加布里埃尔·凯恩·路易斯在1995年出生。
阿佳妮曾与作曲家让-米歇尔·雅尔订婚，2004年二人分手。
2009年她公开批评教皇本尼迪克十六世关于避孕套并不能有效预防艾滋病的言论引发舆论热议。
2010年7月14日阿佳妮被授予法国荣誉军团勋章。

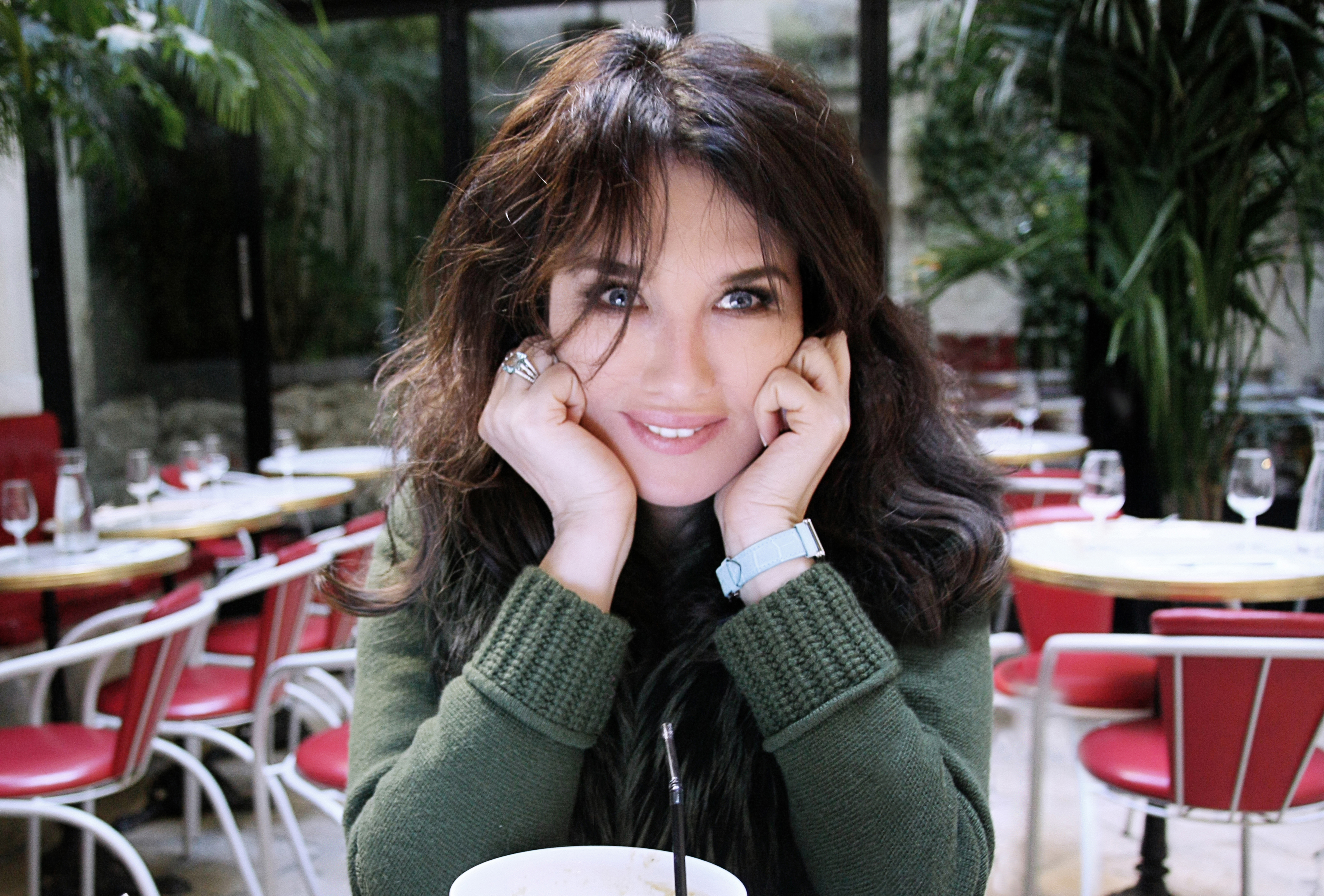
阿佳妮 at the hôtel Amour, 2012年

2014年阿佳妮被授予法國藝術及文學勳章司令勳位

## 電影作品
| 年分 | 電影                                                         | 導演                      | 備註 |
| ---- | ------------------------------------------------------------ | ------------------------- | --- |
| 1972 | 《福斯汀與美麗的夏天》 Faustine et le Bel Été                | 妮娜·康萍茲               | |
| 1975 | 《巫山雲》 L'Histoire d'Adèle H.                             | 法蘭索瓦·楚浮             | 國家影評人協會獎最佳女主角 紐約影評人協會獎最佳女主角 國家評論協會獎最佳女主角 大衛獎最佳外國女主角獎 提名-凱薩獎最佳女主角獎 提名-奧斯卡最佳女主角獎 |
| 1976 | 《怪房客》 The Tenant                                        | 羅曼·波蘭斯基             | (第29屆坎城影展正式競賽片) |
| 1976 | 《巴洛可》 Barocco                                           | 安德烈·泰希內             | 提名-凱薩獎最佳女主角獎 |
| 1979 | 《诺斯费拉图：夜晚的幽灵》 Nosferatu – Phantom der Nacht     | 韋納·荷索                 | (第29屆柏林影展正式競賽片) 斑比獎最佳女主角獎 |
| 1979 | 《布朗蒂姊妹》 Les Sœurs Brontë                              | 安德烈·泰希內             | (第32屆坎城影展正式競賽片) |
| 1981 | 《著魔》 Possession                                          | 安德烈·左拉斯基           | (第34屆坎城影展正式競賽片) 坎城影展最佳女演員獎 凱薩獎最佳女主角獎                                                                                    |
| 1981 | 《四重奏》 Quartet                                           | 詹姆士·艾佛利             | (第34屆坎城影展正式競賽片) 坎城影展最佳女演員獎 |
| 1983 | 《沉悶苦夏》 L'Été meurtrier                                 | 尚·貝克                   | 凱薩獎最佳女主角獎 |
| 1985 | 《地下鐵》 Subway                                            | 盧·貝松                   | 提名-凱薩獎最佳女主角獎 |
| 1988 | 《羅丹與卡蜜兒》 Camille Claudel                             | 布魯諾·紐伊頓             | (第39屆柏林影展正式競賽片) 柏林影展最佳女演員銀熊獎 凱薩獎最佳女主角獎 提名-奧斯卡最佳女主角獎                                                        |
| 1994 | 《瑪歌皇后》 La Reine Margot                                 | 巴提斯·謝侯               | (第47屆坎城影展正式競賽片) 凱薩獎最佳女主角獎 |
| 1996 | 《驚世第六感》 Diabolique                                    | 耶利米·謝奇克             | |
| 2002 | 《熾愛傷痕》 Adolphe                                         | 班諾·賈克                 | |
| 2003 | 《陪我走到世界盡頭》 Monsieur Ibrahim et les Fleurs du Coran | 法蘭索瓦·杜貝宏           | |
| 2009 | 《裙角飛揚的日子》 La Journée de la jupe                     | 尚-保羅·利藍費爾          | 凱薩獎最佳女主角獎 盧米埃獎最佳女演員 |
| 2010 | 《大叔的哈雷日記》 Mammuth                                   | 班諾·戴爾賓 葛斯塔夫·科文 | (第60屆柏林影展正式競賽片) |
| 2014 | 《女人裙下》 Sous les jupes des filles                       | 奧黛莉·達娜               | |
| 2022 | 《淚比死更冷》 Peter von Kant                                | 法蘭索瓦·歐容             | |
| 2022 | 《販愛天堂》 Mascarade                                       | 尼可拉斯·貝多             | |

## 電視
| 年分 | 電影                                   | 導演 | 備註 |
| ---- | -------------------------------------- | ---- | ---- |
| 2022 | 《迪亚娜·德·普瓦捷》 Diane de Poitiers |      |      |